# 20472 Mollypettit
A 20472 Mollypettit (ideiglenes jelöléssel 1999 NL7) a Naprendszer kisbolygóövében található aszteroida. A LINEAR projekt keretében fedezték fel 1999. július 13-án.